# استکبار جهانی
استکبار جهانی واژه‌ای در ادبیات رسمی نظام جمهوری اسلامی ایران است که مقامات این حکومت برای اشاره به کشورهای خارجی رقیب یا به گفته آنان دشمن استفاده می‌کنند. سید روح‌الله خمینی، بنیان‌گذار این نظام، ایالات متحده آمریکا را مظهر استکبار جهانی معرفی می‌کرد.
روز ۱۳ آبان در تقویم جمهوری اسلامی ایران به عنوان «روز مبارزه با استکبار جهانی» نام‌گذاری شده است. تبعید سید روح‌الله خمینی به ترکیه، گروگان‌گیری در سفارت ایالات متحده آمریکا و روز دانش‌آموز در ۱۳ آبان اتفاق افتاده است.